# Эталон (КА)
«Эталон» — серия пассивных спутников, выведенных на средневысокую орбиту, близкую к орбите КА ГЛОНАСС, для уточнения модели движения на данной орбите.

## Принцип работы
Аппарат представляет собой металлическую сферу диаметром 129,4 см, оснащённую призматическими отражателями. Относится к спутникам пассивного типа и не имеет собственных систем управления и ориентации. Аппарат находится в свободном полёте под действием гравитации Земли. Отражатели, расположенные по всей поверхности сферы, возвращают оптическое излучение в обратном направлении, благодаря чему с поверхности Земли производят лазерную локацию и определяют расстояние до аппарата. Пространство между отражателями представлено светорассеивающей поверхностью. С помощью неё в отражённых лучах Солнца за движением аппарата наблюдают через телескоп.

## Задачи
Земля обладает несферичной формой и сложным гравитационным полем, вследствие этого орбиты аппаратов вблизи Земли не являются идеальным эллипсами. Для спутников навигационных систем очень важно знать свою реальную траекторию полёта. Измеряя расстояние до спутника «Эталон», проводят измерение гравитационного поля Земли и рассчитывают влияние, которое оно оказывает на различные космические аппараты. «Эталон» запустили для проверки и прогноза движения навигационных космических аппаратов ГЛОНАСС. Это позволило повысить точность системы ГЛОНАСС. Всего было создано два спутника «Эталон» — «Космос-1989» и «Космос-2024». Их запуски были произведены в 1989 году одновременно с космическими аппаратами ГЛОНАСС. Номинально спутники имеют гарантированный срок активного существования 5 лет, но, поскольку это пассивная система, «Эталоны» выполняют свою функцию и сейчас.